# Біблійні місця

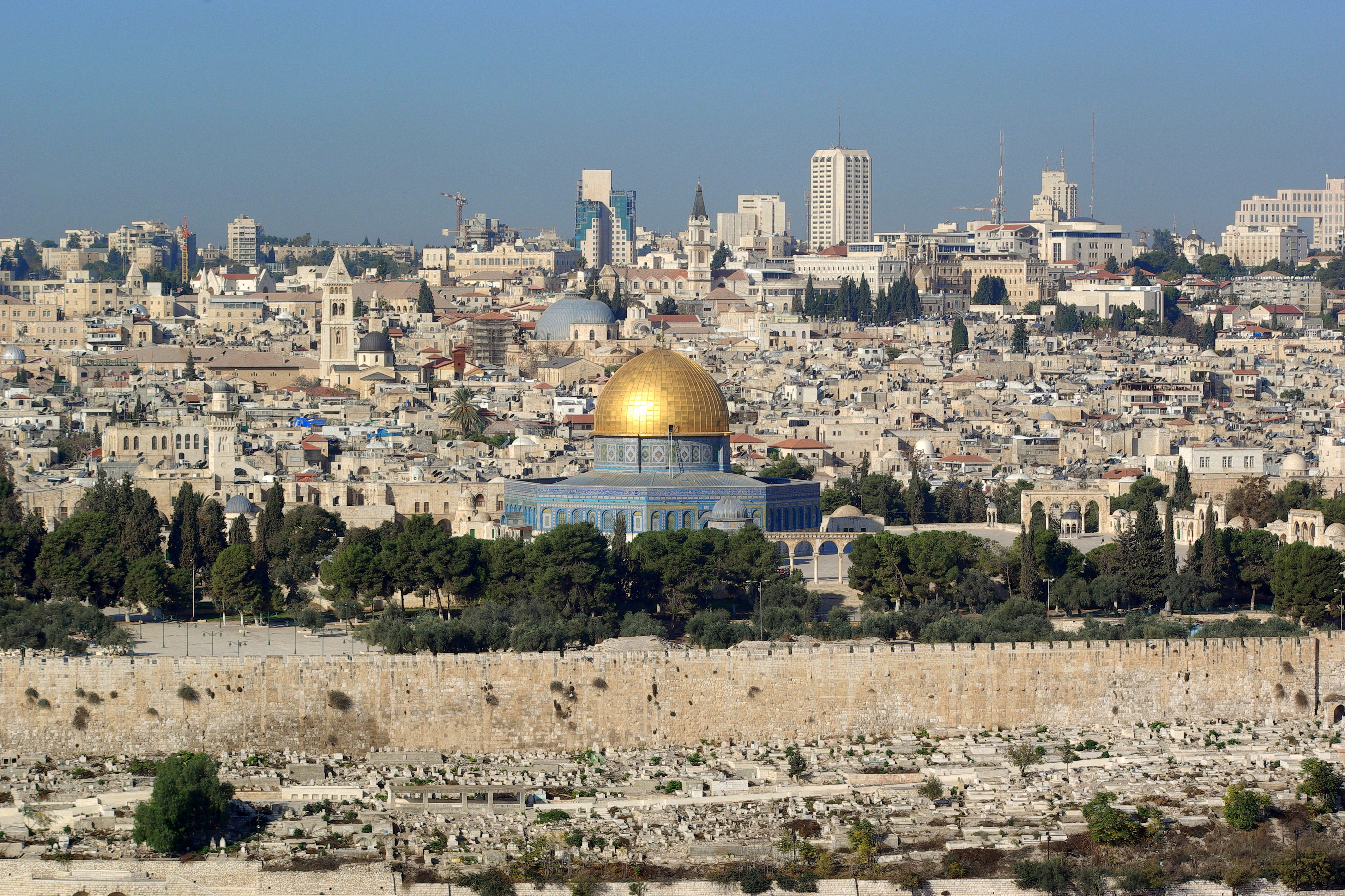
Єрусалим, Старе місто

Біблійні місця — це місця, згадані у Старому та Новому Заповіті. Більшість з них розташовані на Близькому Сході, включаючи значну частину території сучасного Ізраїлю. Біблійні місця є об'єктами багатьох туристичних маршрутів.

## Африка
Більшість згадок про Африку в Біблії пов'язані з Єгиптом. Через голод сини Якова переселилися в Єгипет і проживали на землі Ґесем (1 М. 47:27). Єгипет, який керувався фараоном, був багатий на хліб під час голоду і мав своє військо з колісницями (1 М. 42:1). З міст були згадані Цоан, Мемфіс (Іс. 19:13) і Геліополь — батьківщина дружини Йосипа (сина Якового)(1 М. 41:45). Після 400-річного перебування євреїв у Єгипті їхніх нащадків вивів Бог, пославши Мойсея. У Єгипті провів своє дитинство Ісус Христос, доки не помер цар Ірод (Мт. 2:13). Південний, або Верхній, Єгипет має назву в Біблії як Патрос (Іс. 11:11).
Територію на захід від Єгипту населяли лівійці, яких вважають нащадки Фута. На південь від Єгипту згадана Ефіопія (Соф 3:10; Наум 3:9).

## Європа
У Старому Завіті майже немає згадок про Європу. Є припущення, що Таршіш, який згадується в Біблії, міг бути розташованим у Європі, можливо, в Іспанії. У Новому Завіті європейські місця згадуються переважно у зв'язку з місіонерською подорожжю апостолів, особливо Павла. Першою європейською провінцією, в якій проповідував Павло, була Македонія, де він відвідав міста Филипи, Салоніки, Верія (Дії. 16:12). Також згадується провінція Ахая, де Павло побував у містах Афіни, Коринф (Дії. 18:27), Ілліріка (Рим. 15:19), збирався до Іспанії (Рим. 15:24), та Італія, де згадується місто Рим (Дії. 18:2).

## Азія

### Аравія
Поруч з Ефіопією в Біблії згадується Саба (Іс. 43:3), звідки походила знаменита цариця Савська. Причому сабейці вважалися хамітами (лат. Saba — 1Хр. 1:9), або авраамітами (лат. Saba — 1Хр. 1:33). Самі араби вважаються нащадками Ізмаїла, який разом зі своєю матір'ю Агар осівся в пустині Паран, вважають, що вона розташовувалася на території Синайського півострова. Гору Синай у Біблії відносять до частини Аравії (Гал. 4:25). У Ізмаїла народився син Кедар (1Хр. 1:29), якого асоціюють з безпосереднім предком арабів (Іс. 21:17).

### Йорданія
Східний берег річки Йордан у Біблії включає регіони, де проживали різні народи. За часів Авраама тут розташовувалися Содом і Гоморра, після їхнього знищення з них врятувалися Лот і його дві дочки, які стали родоначальниками двох народів — амонітян та моавітян. Землі на східному березі річки Йордан після захоплення ізраїльтян отримали назву Галаад. Моав довго зберігав свою самостійність.

### Ліван
Ліван згадується в Біблії як джерело ліванських кедрів (Зах 11:1), з яких був збудований Соломонів храм Господеві. Також згадані міста Тир (його царем у свій час був Хірам) і Сидон.

### Мала Азія
Як і Європа, Мала Азія згадується головним чином у зв'язку з місіонерською діяльністю апостола Павла, а також Іваном Богословом. Батьківщиною відомого апостола Павла є Кілікія (Дії 23:34), сам він проповідував у містах Іконія, Лістра, Ефес, Пісідійська Антіохія, Дервія та Троада. В Об'явленні згадується сім церков, які розташовувалися в містах фес, Смірна, Пергам, Тіятир, Сарди, Філядельфія та Лаодикія (Об. 1:11). Згадуються в Біблії такі місця як Віфінія (1 Петр 1:1), Галатія (1 Петр 1:1), Каппадокія (1 Петр 1:1), Памфілія (Дії 27:5), Понт (1 Петр 1:1) та Фригія (Дії 16:6).

### Месопотамія
Нижня Месопотамія була відома в Біблії як Сеннаар (1 М 10:10), згодом вона отримала ім'я Халдея. Саме там, у місті Ур, жив Авраам (1 М 11:31). Там розташовувався Вавилон (1 М 10:10), цар якого був Навуходоносор, який розорив Єрусалим, знищив Храм Соломона і виселив юдеїв з їхньої землі. У верхній Месопотамії розташовувалася Ассирія, столицею якої була Ніневія (1 М 10:11), в якій проповідував Йона (Йона 1:2).

### Ізраїль
Біблійний Ізраїль ділився приблизно на чотири частини: Галілея (з містами Назарет і Капернаум), Самарія (з містами Сихем, Шіло та Фірца), Юдея (зі столицею в Єрусалимі) та Ідумея. До заселення сюди ізраїльських племен ця земля називалася Ханаан, де існували такі міста як Єрихон (Єг 2:1) та Хеврон (Суд 1:10). Неподалік розташовувалися филистимські міста Газа, Ашдод, Ашкелон, Ґат і Екрон (Єг 13:3 ; 1Сам 17:4).

### Сирія
Сирією (також відома як Арам) у давнину вважалася рівнина між Середземним морем та річкою Єфрат. За часів царя Давида Сирія була поділена на різні частини: Дамаську Сирію (Арам-Дамаск; 1Хр 18:5-6), Месопотамську Сирію (Арам-Бет-Рехова, або Арам-Нагараїм; 1Хр 19:6, 2Сам. 10:6), Цовську Сирію (Арам-Цова), також згадується Арам-Мааха (2Сам. 10:8). У Новому Завіті згадано два міста стародавньої Сирії — Антіохія, де вперше з'явилася назва «християни» (Дії 11:26), і Дамаск, де був охрещений апостол Павло (Дії 9:3).
Безпосередньо з Палестиною межували такі області як Гешур (2Цар 15:8) і Башан.

### Середній Схід
Під Середнім Сходом у Біблії слід розуміти країни на схід від Месопотамії. Це насамперед Елам (Іс 22:6) і Мідія, які згодом були об'єднані в Персію. Крайньою їхньою межею є Індія (Ест 1:1).

### Арарат
У Біблії згадуються Араратські гори: «А сьомого місяця, на сімнадцятий день місяця ковчег спинився на горах Араратських». Саме з цих гір зародилося людство після Всесвітнього потопу.